# 张安国
张安国，浙江秀水（今浙江嘉兴）人，清朝政治人物。

## 生平
1726年接替汤之晸任金山县知县一职，1727年由艾元复接任。